# بات هارينجتون
بات هارينجتون (17 أبريل 1965 في الولايات المتحدة - ) هو لاعب كرة قدم كندي في مركز حراسة المرمى. شارك مع منتخب كندا لكرة القدم. أما مع النوادي، فقد لعب مع إمباكت مونتريال وتشارلتون أثلتيك وسبورتينغ كانساس سيتي وكولومبوس كرو وتورونتو بلِيزارد ‏ وMontreal Supra ‏ وBuffalo Blizzard ‏ وديترويت سفاري ‏ وSacramento Knights ‏.

## وصلات خارجية
- بات هارينجتون على موقع الاتحاد الدولي (مؤرشف)  (الإنجليزية)
- بات هارينجتون على موقع الدوري الأمريكي (الإنجليزية)
- بات هارينجتون على موقع قاعدة بيانات كرة القدم.إي يو (الإنجليزية)
- بات هارينجتون على موقع ناشيونال فوتبول تيمز (الإنجليزية)